# Ambato
Ambato (eller San Juan de Ambato) är en stad vid Ambatoflodens bankar i Tungurahuaprovinsen i centrala Ecuador. Folkmängden uppgick till 165 000 invånare vid folkräkningen 2010. Ambato ligger vid såväl Panamerikanska landsvägen som järnvägen Guayaquil-Quito. Närmsta större flygplats är Aeropuerto Internacional Cotopaxi som ligger 47 km från Ambatos centrum. Den 5 augusti 1949 drabbades staden av en stor jordbävning. Marknaden som hålls på måndagar på gatorna i centrala Ambato kan locka upp till 20 000 besökare från den omgivande landsbygden. Staden kallas även "Blommornas och frukternas stad".

### Fotnoter
1. 1 2   INEC, Ecuador; POBLACIÓN, SUPERFICIE (KM2), DENSIDAD POBLACIONAL A NIVEL PARROQUIAL (excelfil) Arkiverad 6 december 2016 hämtat från the Wayback Machine. Läst 30 augusti 2017.
2. 1 2 3   INEC, Ecuador; Población por área, según provincia, cantón y parroquia de empadronamiento (excelfil) Arkiverad 24 september 2015 hämtat från the Wayback Machine. Läst 30 augusti 2017.
3. ↑   INEC, Ecuador; PROYECCIÓN DE LA POBLACIÓN ECUATORIANA, POR AÑOS CALENDARIO, SEGÚN CANTONES 2010-2020 (excelfil) Läst 30 augusti 2017.
4. 1 2  ”Ambato”. Den Store Danske. http://www.denstoredanske.dk/Geografi_og_historie/Syd-_og_Mellemamerika/Colombia_og_Ecuador/Ambato. Läst 10 maj 2014.
5. ↑  ”Nearest major airport to Ambato, Ecuador:”. Travelmath.com. http://www.travelmath.com/nearest-airport/Ambato,+Ecuador. Läst 10 maj 2014.
6. ↑  ”Damage done by Ambato Earthquake August 5, 1949. [6.8 on the Richter Scale and over 6,000 dead”] (på engelska). US Geological Survey Photographic Library. https://www.sciencebase.gov/catalog/item/51dd7997e4b0f72b4471ae31. Läst 10 maj 2014.